# Национальный проект «Наука»
Национальный проект «Наука» — один из национальных проектов в России (срок начала — 1 октября 2018 года и окончания — 31 декабря 2024 года). Общая сумма вложений в проект составила порядка 635 млрд рублей.
Ежегодные Мегагранты Правительства РФ.

## Описание
Впервые в России «наука» была объявлена «национальным проектом».
В 2018 году заместитель главы минобрнауки Г. В. Трубников привел основные показатели науки в России:
- 11 место — по числу статей в ведущих международных базах данных (около 80 тысяч статей в год, 2-3 процента от мирового объёма).
- 8 место — по числу патентов (около 50 тысяч в год)
- 8 место — по объёму внутренних затрат на исследования и разработки из всех источников (около 1 триллиона рублей)
- 4 место — по числу исследователей (около 365 тысяч человек в сфере исследований и разработок, или 111 человек на 10 тысяч экономически занятого населения).

Чтобы к 2024 году по всем этим показателям войти в пятерку ведущих стран, надо удвоить число статей и патентов, на 50 % увеличить финансирование исследований и разработок. А также удержаться в пятерке по числу исследователей.
Были введены новые правовые термины в области организации науки:
- Научно-образовательный центр (НОЦ) мирового уровня.
- Центр компетенции Национальной технологической инициативы.
- Проект мегасайенс.

### Руководство
- Куратор — Т. А. Голикова, заместитель председателя правительства РФ
- Руководитель —  В. Н. Фальков, министр науки и высшего образования РФ[6]
- Администратор — А. В. Омельчук, заместитель министра науки и высшего образования РФ[7].

### Структура
1. Развитие научной и научно-производственной кооперации.
2. Развитие передовой инфраструктуры для проведения исследований и разработок в Российской Федерации.
3. Развитие кадрового потенциала в сфере исследований и разработок.

## Цели и задачи
В 2018 году национальный проект «Наука» ставил три цели:
1. обеспечение присутствия Российской Федерации в числе пяти ведущих стран мира, осуществляющих научные исследования и разработки в областях, определяемых приоритетами научно-технологического развития;
2. обеспечение привлекательности работы в Российской Федерации для российских и зарубежных ведущих учёных и молодых перспективных исследователей;
3. опережающее увеличение внутренних затрат на научные исследования и разработки за счёт всех источников по сравнению с ростом валового внутреннего продукта страны.

Планируется:
- создание передовой инфраструктуры научных исследований и разработок, инновационной деятельности, включая создание и развитие сети уникальных научных установок класса «мегасайенс»;
- обновление не менее 50 % приборной базы ведущих организаций, выполняющих научные исследования и разработки;
- создание научных центров мирового уровня, включая сеть международных математических центров и центров геномных исследований;
- создание не менее 15 научно-образовательных центров мирового уровня на основе интеграции университетов и научных организаций и их кооперации с организациями, действующими в реальном секторе экономики;
- формирование целостной системы подготовки и профессионального роста научных и научно-педагогических кадров, обеспечивающей условия для осуществления молодыми учёными научных исследований и разработок, создания научных лабораторий и конкурентоспособных коллективов.

Кроме того, будут заложены 2 новых современных научно-исследовательских судна, модернизированы существующие, выполнено не менее 210 морских экспедиций на научно-исследовательских судах.
Масштабные исследования планируются в сельском хозяйстве. Будут созданы не менее 5 агробиопарков, разработаны и внедрены не менее 100 востребованных селекционных достижений.
Они должны решить 7 основных приоритетов научно-технологического развития РФ, по Указу Президента РФ от 2016 года.
Приоритеты до 2027-2032 годов научно-технологического развития РФ:
1. переход к передовым цифровым, интеллектуальным производственным технологиям, роботизированным системам, новым материалам и способам конструирования, создание систем обработки больших объёмов данных, машинного обучения и искусственного интеллекта;
2. переход к экологически чистой и ресурсосберегающей энергетике, повышение эффективности добычи и глубокой переработки углеводородного сырья, формирование новых источников, способов транспортировки и хранения энергии;
3. переход к персонализированной медицине, высокотехнологичному здравоохранению и технологиям здоровьесбережения, в том числе за счет рационального применения лекарственных препаратов (прежде всего антибактериальных);
4. переход к высокопродуктивному и экологически чистому агро- и аквахозяйству, разработку и внедрение систем рационального применения средств химической и биологической защиты сельскохозяйственных растений и животных, хранение и эффективную переработку сельскохозяйственной продукции, создание безопасных и качественных, в том числе функциональных, продуктов питания;
5. противодействие  техногенным, биогенным, социокультурным угрозам, терроризму и идеологическому экстремизму, а также киберугрозам и иным источникам опасности для общества, экономики и государства;
6. связанность территории Российской Федерации за счёт создания интеллектуальных транспортных и телекоммуникационных систем, а также занятия и удержания лидерских позиций в создании международных транспортно-логистических систем, освоении и использовании космического и воздушного пространства, Мирового океана, Арктики и Антарктики;
7. возможность эффективного ответа российского общества на большие вызовы с учётом взаимодействия человека и природы, человека и технологий, социальных институтов на современном этапе глобального развития, в том числе применяя методы гуманитарных и социальных наук.

На первом заседании Совета научно-образовательных центров (НОЦ), вице-премьер РФ и куратор нацпроекта Татьяна Голикова анонсировала первые пилотные проекты по созданию НОЦ в Пермском крае, Тюменской, Кемеровской, Нижегородской и Белгородской областях, отметив большой потенциал последнего проекта с точки зрения развития агропромышленного комплекса и развития собственного сельскохозяйственного производства на новой научной основе. К середине октября 2019 года было подано 26 заявок на создание НОЦ, пять из которых будут реализованы в следующем году.

## Финансирование
27 ноября 2018 года на заседании Совета при президенте РФ по науке президент В. В. Путин сообщил, что Россия направила дополнительно 300 млрд рублей на реализацию национального проекта «Наука». Общая сумма вложений в проект составит порядка 635 млрд рублей. Он также заявил о неэффективности системы заказов на научные исследования в России: значительная часть средств на науку по-прежнему распределяется в рамках государственного задания, большая часть средств которого уходит на административные издержки. Он потребовал установить единый порядок заказов на исследования для всех министерств и ведомств. Он призвал выстроить чёткую и прозрачную систему оценки результатов научных работ, сказал, что нужно оказывать содействие сильным коллективам, учёным и инженерам, которые ведут прорывные, перспективные исследования. Именно по такому принципу работает механизм грантовой поддержки, на его основе уже запущены серьёзные научные проекты, в которых участвуют ведущие мировые специалисты.
В рамках нацпроекта премьер-министр России Михаил Мишустин подписал распоряжение о грантах на создание и развитие инжиниринговых центров для вузов и научных организаций. Предполагается, что эта мера поддержит вузы и научные организации, обладающие достаточным потенциалом для оказания инженерно-консультационных услуг, поможет сформировать сеть инжиниринговых центров, работающих напрямую с промышленными предприятиями.

## Календарь планируемых событий
2020 год:
- Создание 4 международных математических центров мирового уровня.
- Создание 3 центров геномных исследований мирового уровня.
- Начало международных научных исследований на научной установке класса «мегасайенс» — Международном центре нейтронных исследований (на базе высокопоточного реактора ПИК).

В июне 2020 года в РАН были подведены первые итоги.
2021 год:
- Создание 3 научных центров мирового уровня, выполняющих исследования и разработки по приоритетам научно-технологического развития.

2022 год:
- Проведение 29-го Всемирного математического конгресса в Санкт-Петербурге.
- Начало международных научных исследований на научной установке класса «мегасайенс» — Комплексе сверхпроводящих колец на встречных пучках тяжёлых ионов NICA 2020 г.

2024 год:
- Функционирование 3 национальных сетевых биоресурсных центров Международные научные исследования на научных установках класса «мегасайенс»: Источнике синхротронного излучения 4-го поколения ИССИ-4) и Сибирском кольцевом источнике фотонов (СКИФ) (первый этап).
- Будут сформированы инструменты поддержки трансляционных исследований и организации системы технологического трансфера, охраны, управления и защиты интеллектуальной собственности, обеспечивающих быстрый переход результатов исследований в стадию практического применения
- Разработанные технологии будут внедрены в организации, действующие в реальном секторе экономики.
- Будет сформирован комплекс мер по ориентации государственных заказчиков на закупку наукоемкой и инновационной продукции, созданной на основе российских технологий.

## Реализация

#### 2019 год
По словам директора Департамента проектной деятельности Минобрнауки Андрея Зарубина, планы на данный период по реализации проекта были выполнены в полном объёме. С помощью инжиниринговых центров было создано 2 414 рабочих мест, из которых 1 800 — для специалистов инженерно-технического профиля. Одним из результатов их деятельности стала разработка программно-аппаратного комплекса «Киберсердце», позволяющего диагностировать заболевания пациентов с помощью персональной кардиомодели.
Грантами в размере 1 200 000 рублей было поддержано 1500 проектов аспирантов из 386 организаций 68 субъектов РФ. Так же грантовую поддержку получили 1717 проектов в сфере научно-технического развития из 61 субъекта РФ.
В рамках проекта было создано пять НОЦ, получивших гранты на развитие. В Нижегородской области — «Техноплатформа 2035» (в его состав вошли 6 вузов, 6 научных организаций и 16 компаний); в Белгородской области — «Инновационные решения в АПК» (20 научных организаций, 8 вузов, 10 компаний); в Кемеровской области — «Кузбасс» (6 вузов, 2 научные организации, 8 компаний); в Пермском крае — «Рациональное недропользование» (2 вуза, 1 научная организация, 27 компаний):  в Тюменской области, ХМАО и ЯНАО — Западно-Сибирский межрегиональный НОЦ (10 вузов, 14 научных организаций, 7 компаний).

#### 2020 год
В октябре 2020 года министр науки и высшего образования Валерий Фальков, заявил о том, что к 1 ноября будет окончательно разработан и представлен все заинтересованным сторонам новый единый национальный проект в сфере науки и высшего образования на 2021-2030 «Наука и университеты». По предложению министерства в него планируется включить четыре федеральных проекта: «Интеграция», «Исследовательское лидерство», «Инфраструктура», «Кадры».
По словам министра науки и высшего образования Валерия Фалькова, были достигнуты все основные параметры национального проекта, которые были определены на этот год. В рамках НП поддержку получили 1465 проектов в более 60 регионах РФ. Гранты на обновление приборной базы в общей сложности на сумму более 13 миллиардов рублей получила 231 организация из порядка 40 регионов РФ.
Было создана сеть из 10 НОЦ. Правительство РФ определило 5 из них для получения грантов в размере более 700 миллионов рублей: «Инженерия будущего», «Передовые производственные технологии и материалы», «Российская Арктика: новые материалы, технологии и методы исследования», Евразийский НОЦ, «ТулаТех».
Были проведены 33 морские экспедиции в Арктике, на Дальнем Востоке, в Чёрном и Азовском морях. Конструкторским бюро «Лазурит» были спроектировано два многофункциональных научно-исследовательских судна с неограниченным районом плавания для проведения экспедиций исследования Мирового океана. Началась модернизация ещё трёх подобных кораблей.
В Дубне завершили транспортировку сверхпроводящего магнита для NICA.

#### 2021 год
В апреле 2021 года правительство РФ одобрило включение в национальный проект «Наука и университеты» программы «Стартап как диплом», направленной на развитие молодёжного предпринимательства.
2023 год
В феврале 2023 года министр науки и высшего образования РФ В.Н. Фальков сообщил, что благодаря адаптации системы отечественных исследований и разработок к новым вызовам, все задачи национального проекта «Наука и университеты»  успешно реализуются. В частности — строительство крупнейших установок мегасайнс. Это Фальков назвал одним из главных итогов 2022 года в отечественной науке. На 2023 год, по словам министра, поставлена задача по запуску  коллайдера NICA. В 2024-м планируется запуск Сибирского кольцевого источника фотонов (СКИФ) в Новосибирске. Министр отметил конструкционные и строительные сложности этих проектов, подразумевающих серьёзную кооперацию, из-на чего, например, была перепроектирована одна из шести станций СКИФ.
2024 год
В конце августа 2024 года вице-премьер Дмитрий Чернышенко сообщил, что национальный проект «Наука и университеты» выполнил поставленные задачи почти на 100. Меры поддержки работавшие рамках нацпроекта перейдут в новый нацпроект «Молодежь и дети» и программу научно-технологического развития РФ.   Вице-премьер также сообщил, что по программе поддержки вузов «Приоритет—2030», действовавшей в нацпроекте, было привлечено 136 млрд рублей от 6000 индустриальных партнеров. В программе принимают участие 143 вуза из 56 регионов. Срок ее действия продлен до 2030 года.

## Критика
В октябре 2018 года академик РАН, первый вице-президент РАМН, врач-патологоанатом М. А. Пальцев считал, что ставить амбициозные задачи перед российской наукой, не урегулировав все накопившиеся проблемы, бессмысленно. Далее он уточнил:
- В СССР сотрудничество отраслевых министерств и АН СССР носило более широкий характер, и хотя общего закона не было, масштабы совместной деятельности и финансовых вливаний были более значительны, чем в наши дни.
- Денежных вложений будет явно недостаточно, это не позволит стимулировать мотивационную составляющую для молодых кадров, а на одном голом энтузиазме наша наука не сможет развиваться.
- В рамках проекта не прописаны механизмы реализации средств, не определены ни приоритетные сферы, ни условия сотрудничества.
- Руководство РАН и главы различных научных институтов теперь абсолютно независимы друг от друга, а диалог между ними стал ещё сложнее. Научные советы лишены всякого авторитета, доверие к Академии наук упало.
- Нагромождение задач на конструкцию с хрупкими основами грозит обвалить её окончательно. Логичней было бы решить задачу взаимодействия в цепочке академия-институты-государство-бизнес. Вначале хотя бы чисто на уровне нормотворчества и регулирования. В этой области у нас сплошные пробелы. До сих даже не ясно, чем технологическая долина отличается от наукограда.

В августе 2020 года Счетная палата РФ по результатам проверки исполнения бюджета в 2019 году заявила о проблемах и рисках реализации нацпроекта «Наука». Был отмечен недостаточный объём финансирования НП и большое запланированное количество внебюджетных средств, привлечение которых не гарантировано. Тем не менее, кассовое исполнение проекта оставило 98,5 процентов. А из 49 показателей НП в 2019 году по трем не были достигнуты запланированные результаты.